# Mordant Black 9
C.I. Mordant Black 9 ist ein Monoazofarbstoff aus der Gruppe der Beizenfarbstoffe, der unter anderem in der Textilbranche zum Färben von Wolle oder Leder verwendet wird.

## Darstellung
Mordant Black 9 erhält man durch Umsetzung von 1,5-Dihydroxynaphthalin als Kupplungskomponente mit diazotierter 3-Amino-4-hydroxybenzolsulfonsäure.

## Eigenschaften
Mordant Black 9 ist ein Chromierungsfarbstoff. Beim Färbeprozess bilden sich mit Chromsalzen auf der Faser schwerlösliche Chromkomplexe, die sich durch eine hohe Farb- und Waschechtheit auszeichnen.